# Trịnh Xuân Đức
Trịnh Xuân Đức là một nhà khoa học người Việt Nam. Ông đồng thời là tiến sĩ kỹ thuật trong lĩnh vực xử lý nước và môi trường. Ông còn là một nhà nghiên cứu đã viết nhiều cuốn sách về chuyên ngành cấp thoát nước và enzyme. Hiện ông đang là Viện trưởng Viện Khoa học Kỹ thuật Hạ tầng và Môi trường (SIIEE).

## Tiểu sử
Sinh ra và lớn lên tại thủ đô Hà Nội, trong một gia đình cơ bản bố là giáo viên, mẹ là công chức nhà nước.
Năm 1994, ông tốt nghiệp đại học xây dựng với tấm bằng kỹ sư chuyên ngành cấp thoát nước và môi trường.
Năm 2010, ông nhận bằng thạc sĩ tại AIT chuyên ngành về quản lý và kỹ thuật môi trường tại Thái Lan.
Năm 2018, sau 5 năm học tập nghiên cứu sinh tại Viện Hàn Lâm khoa học và Công nghệ Việt Nam, ông nhận được bằng tiến sĩ kỹ thuật chuyên ngành kỹ thuật môi trường.
Sự nghiệp thành công vang dội của ông trong ngành nước không thể không nói đến các thành tựu mà ông đã dày công nghiên cứu và phát triển để đưa vào thực tiễn thi công vận hành trên khắp cả nước. Các công nghệ xử lý nước sạch, nước thải như: DHK, DHY, MBBR, VIC01, VIC02, VIC03…đóng góp một phần  cho sự phát triển của ngành nước tại Việt Nam.
Trong thời gian học tập và nghiên cứu tại Viện Hàn lâm Khoa học và Công nghệ Việt Nam, ông đã làm việc với một giáo sư người Mỹ chuyên nghiên cứu về enzyme. Ông đã theo học và nghiên cứu về enzyme để ứng dụng vào các sản phẩm tẩy rửa gia dụng. Cũng vào thời gian này, ông đã được tham gia nhóm nghiên cứu điện phân bậc cao giúp tạo ra các chất khử khuẩn an toàn và hiệu quả mang tên Anolyte trung tính A7.

## Bài báo chọn lọc
- Trịnh Xuân Đức, Lê Anh Tuấn, Đoàn Mạnh Hùng, Trần Việt Dũng (tháng 10 năm 2012). "Công nghệ xử lý nước thải bằng phương pháp màng vi sinh chuyển động - Moving Bed Biofilm Reactor (MBBR)". Tạp chí Cấp thoát nước Việt Nam. Quyển 6 (87).{{Chú thích tạp chí}}:  Quản lý CS1: nhiều tên: danh sách tác giả (liên kết)
- Trịnh Xuân Đức, Trần Việt Dũng (tháng 8 năm 2012). "Xử lý nước thải sinh hoạt bằng công nghệ xử lý sinh học ngắt quãn". Tạp chí Cấp thoát nước Việt Nam. Quyển 5 (86).
- Trịnh Xuân Đức, Lê Anh Tuấn, Đoàn Mạnh Hùng, Đào Như Ý, Nguyễn Thị Thanh Hòa, Phan Thị Phương Thảo, Nguyễn Văn Hoàng (Tháng 1-3 năm 2015). "Xử lý đồng thời chất hữu cơ (BOD5) và amoni-nitơ (NH4+-N) trong nước thải sinh hoạt nghiên cứu cho thành phố Đà Lạt sử dụng công nghệ màng vi sinh chuyển động". Tạp chí Cấp thoát nước Việt Nam. Quyển 1+2 (99+100). {{Chú thích tạp chí}}: Kiểm tra giá trị ngày tháng trong: |date= (trợ giúp)Quản lý CS1: nhiều tên: danh sách tác giả (liên kết)
- D. X. Trinh, A. T. Le, H. M. Doan Manh, H. T. T. Nguyen, H. D. Pham, B. V. La (2014). Study on N-NH4+ removal from Undergroundwater by MBBR case study in Bach Khoa Ward - Hanoi, Vietnam. Hà Nội: Nhà xuất bản Xây dựng. tr. 855–860.{{Chú thích sách}}:  Quản lý CS1: nhiều tên: danh sách tác giả (liên kết)
- Trinh Xuan Duc, Tran Duc Ha, Le Anh Tuan, Nguyen Thi Thanh Hoa, Nguyen Thi Viet Ha (2016). Application of the simultaneous process of Nitrification and Denitrification by using Moving Bed Biofilm Reactor for groundwater treatment in Ha Noi (PDF). Hà Nội: 12th International Symposium on Southeast Asian Water Environment (SEAWE 2016).{{Chú thích sách}}:  Quản lý CS1: nhiều tên: danh sách tác giả (liên kết)